# المهذب الأسواني
الحسن بن علي بن إبراهيم بن الزبير الأسدي القرشي الأسواني المعروف بالمهذب وهو أخو الشاعر الرشيد الأسواني. شاعر مطبوع، قال عنه العماد الأصفهاني: (لم يكن في مصر أشعر منه في زمنه)، وقدمه غير واحد في الشعر على أخيه الرشيد.
من شعره:
هم نصب عيني أنجدوا أو غاروا.:. ومنى فؤادي أنصفوا أو جاروا
وهمو مكان السر من قلبي وإن.:. بعدت نوى بهمو وشط مزار
فارقتهم وكأنهـم في ناظري.:. مـما تمثلهم لي الأفكـار
تركوا المنازل والديار فما لهم.:. إلا القلوب منازل وديار.
توفي سنة 561 هـ